# Willem de Boodt
Willem de Boodt (ca. 1535 - 22 oktober 1601) was burgemeester van Brugge.

## Levensloop
Willem de Boodt behoorde tot de notabele Brugse familie De Boodt. Hij was een zoon van Anselmus de Boodt (1519-1586) en Joanna Voet. Hij was een broer van de humanist Anselmus Boëtius de Boodt. Hij trouwde met Adrienne Vogaerts en trad in tweede huwelijk met Catherine Wynckelman. Zijn dochter, Maria, trouwde met Frans de Boodt, die na hem burgemeester van schepenen werd.
Hij werd in 1559 lid van de Edele Confrérie van het Heilig Bloed en was er proost in 1579 en 1584. In 1584 werd hij lid van de Sint-Jorisgilde.

## Stadsbestuur
Zoals heel wat leden van de familie De Boodt voor hem, werd Willem actief in het Brugse stadsbestuur.
Hij volgde een curriculum als volgt:
- raadslid in 1596,
- thesaurier in 1593,
- schepen in 1585, 1591, 1594 en 1595 en eerste schepen in 1597,
- burgemeester van de schepenen in 1599, 1600 en 1601.

Nadat zijn burgemeesterschap in september 1601 pas was verlengd, overleed hij en werd hij opgevolgd door Jan de Beer.

## Bron
- Stadsarchief Brugge, Lijst van wetsvernieuwingen van 1358 tot 1794.